# María Soledad Iparraguirre
María Soledad Iparraguirre Guenechea, alias Anboto (y alias Marisol hasta 1994),  (Escoriaza, Guipúzcoa, 25 de abril de 1961) es una exdirigente y exmiembro de la disuelta organización terrorista ETA, condenada a veinte años de prisión en Francia como miembro de la dirección de la misma. El 3 de mayo de 2018 se encargó, junto a Josu Urrutikoetxea, de poner la voz al comunicado final con el que la organización terrorista anunciaba su disolución.

## Biografía
María Soledad Iparraguirre, Anboto, hija de un miembro de ETA, ya de joven cooperaba con el comando Araba prestando la vivienda familiar para acoger miembros de la organización o esconder explosivos. Cuando la familia fue detenida en una operación policial en 1981, huyó a Francia. Regresó en 1985 para, junto con Kantauri, integrar el comando Araba hasta 1987 y, desde 1992, el comando Madrid. Fue la segunda mujer que se encontraba en la dirección de ETA, tras Yoyes, asesinada por la propia ETA en la década de 1980. Está acusada en España de 14 asesinatos. Fue jefa de los llamados comandos legales de ETA de 1992 a 1998. Como jefa de administración de ETA dirigía las operaciones de cobro, gestión y distribución del impuesto revolucionario.
Fue detenida cerca de Pau (Occitania) en 2004 junto a su compañero sentimental y cerebro de la banda, Mikel Antza, en la casa que ocupaban desde junio de 1999 en Salies de Béarn. Tras la detención en 2004, el juicio en Francia contra Soledad Iparraguirre y otros ocho encausados se inició en el Tribunal de lo Criminal de París, en noviembre de 2010, acusada de ser la jefa de administración de ETA al tiempo de su detención, por lo que el fiscal solicitó 30 años de prisión. Fue condenada a 20 años de prisión, la misma pena que a Mikel Antza el 17 de diciembre de 2010.